# ولوت بین‌المللی (فیلم)
ولوت بین‌المللی یا مخمل بین‌المللی (به انگلیسی: International Velvet) فیلمی محصول سال ۱۹۷۸ و به کارگردانی برایان فوربز است. در این فیلم بازیگرانی همچون تاتوم اونیل، کریستوفر پلامر، نانته نیومن، آنتونی هاپکینز، جفری بایرون، ریچارد وارویک و نورمن وولند ایفای نقش کرده‌اند.